# Weißes Haus (Mußbach)
Das Weiße Haus ist eine ausgedehnte historische Hofgutanlage mit Resten einer Burg im Winzerdorf Mußbach an der Weinstraße, das 1969 als Ortsteil nach Neustadt an der Weinstraße (Rheinland-Pfalz) eingemeindet wurde. Heute dient die unter Denkmalschutz stehende Anlage der Wohnungsvermietung.

## Geographie

### Lage
Das Weiße Haus steht auf einer Höhe von 153 m ü. NHN an der Kurpfalzstraße 77 im Übergangsbereich von Mußbach zum angrenzenden Ortsteil Gimmeldingen. Bis nach dem Zweiten Weltkrieg bildete das Gebäudeensemble den nördlichen Abschluss eines etwa 10 Hektar großen Areals, das damals landwirtschaftlich, vor allem für den Weinbau, genutzt wurde. Mittlerweile gehört diese Fläche, die im Westen und Osten von den Straßen Am Altenweg bzw. Am Weißen Haus, im Süden vom Bachlauf des Mußbachs begrenzt wird, nicht mehr zum Weißen Haus; sie ist vollständig mit Ein- und Zweifamilienhäusern bebaut, hinter denen zugehörige Gärten liegen.

### Umgebung
Gegenüber dem Weißen Haus – schon auf Gimmeldinger Gemarkung – liegt das bauhistorisch ebenfalls beachtenswerte Weingut Estelmann, vorm. Hick, in dem die Weinstube Loblocher Schlössel betrieben wird, 150 m östlich die von dem expressionistischen Maler und Bildhauer Fritz Wiedemann geschaffene Weinstube Eselsburg, 150 m westlich, am äußersten Westrand von Mußbach, das 1709 erbaute Weingut Carl-Theodor-Hof.

## Gebäude

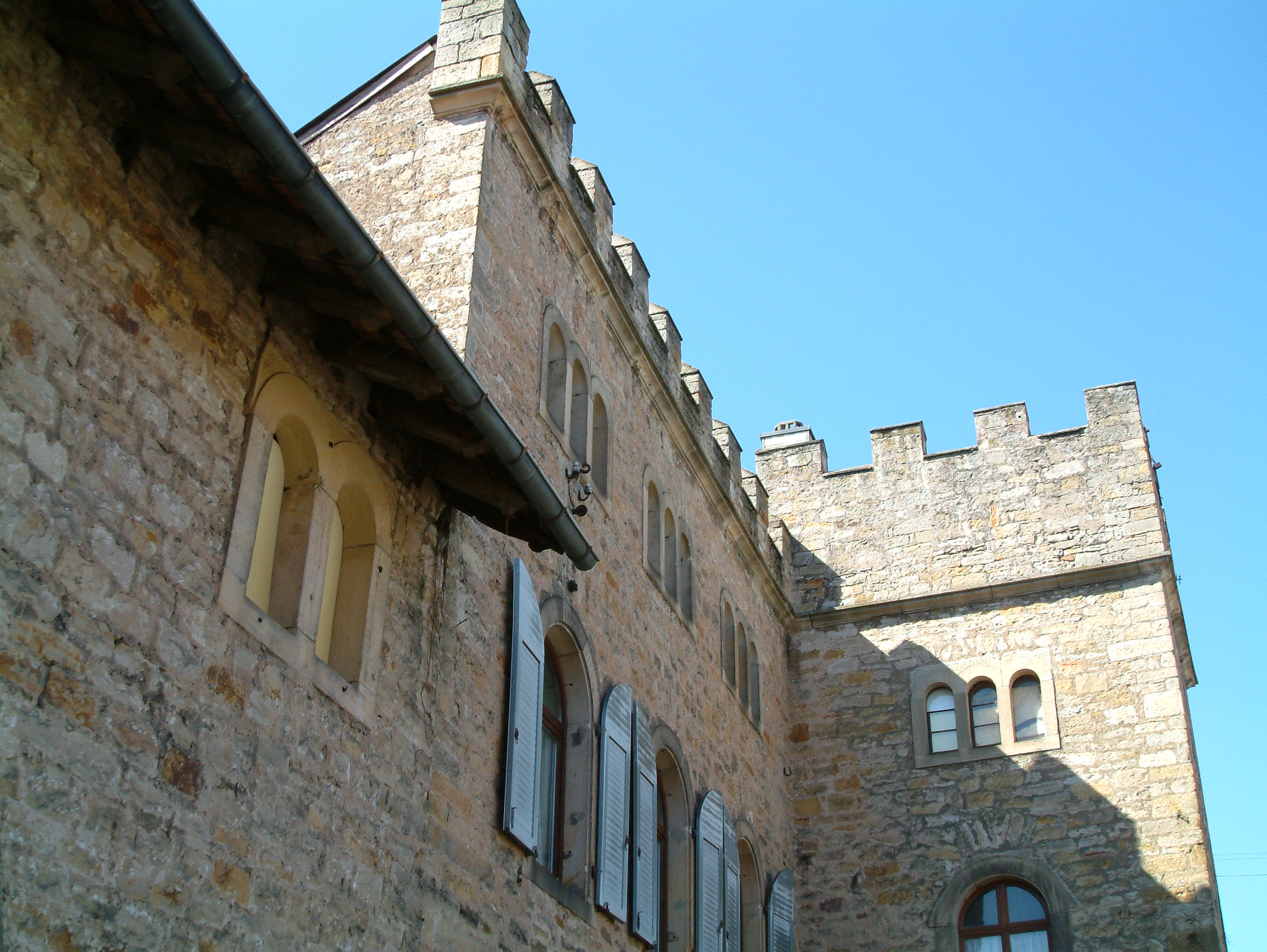
Burgtrakt mit Turm

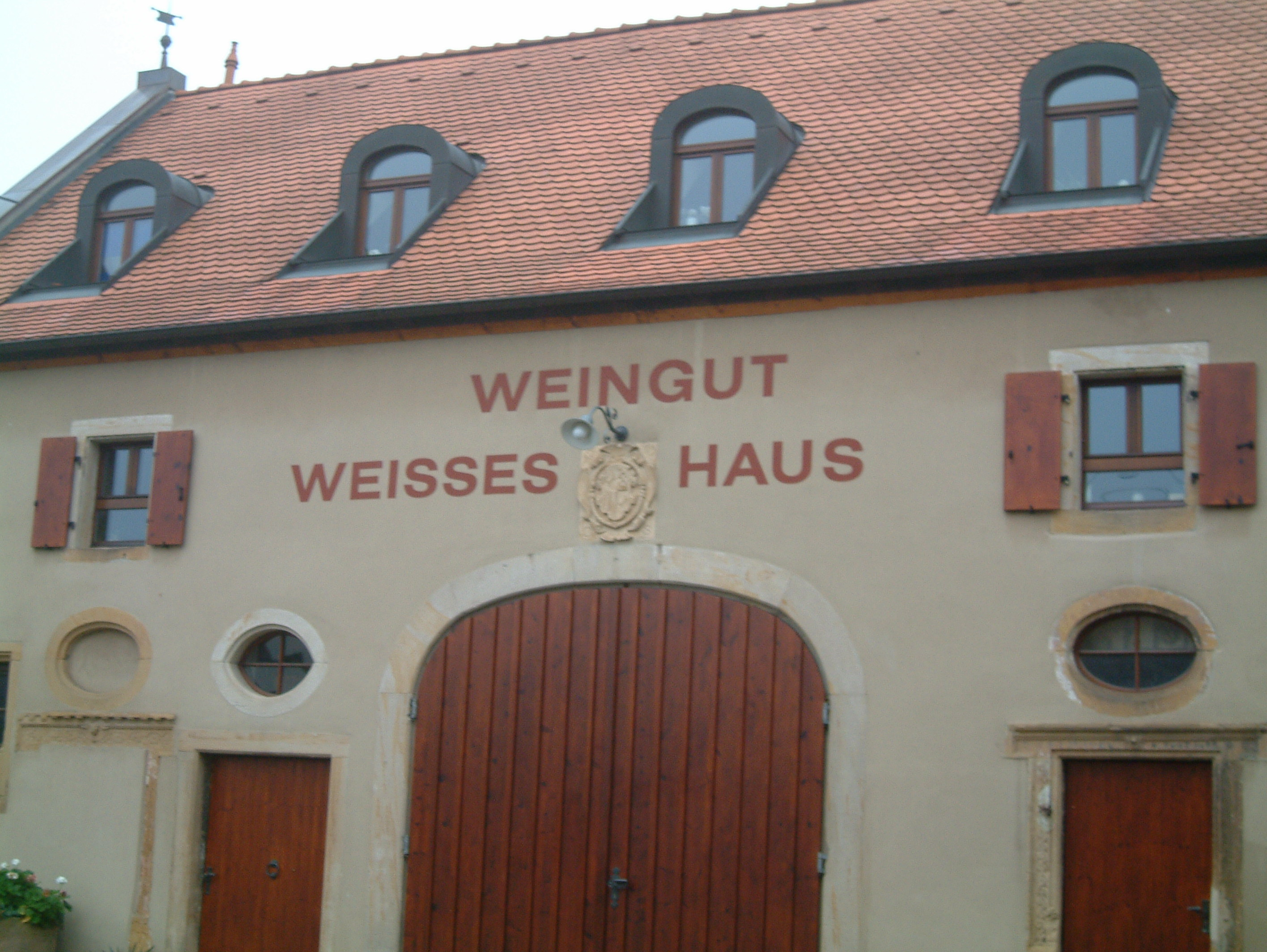
Scheune

Das Gebäudeensemble besteht aus einem zentralen gepflasterten Innenhof, den im Osten ein gewaltiges schiefergedecktes Haupthaus abschließt, das giebelständig zur Kurpfalzstraße steht und dessen zwei Treppengiebel im Norden und Süden schon von Weitem ins Auge fallen. Das Haupthaus mit seinen Rundbogenfenstern erhebt sich zweieinhalbstöckig – bei einer Geschosshöhe von 4 m – über dem von einem Tonnengewölbe überspannten Keller. Dieser ist vom Hof her fast ebenerdig über zwei Stichbogentore zugänglich, die unter der großen vorgelagerten Doppeltreppe nach innen führen.
Im Süden und Südwesten flankiert den Innenhof eine Aneinanderreihung von ehemaligen Wirtschaftsgebäuden, die früher als Scheunen und Ställe dienten. Im Westen begrenzt ihn eine burgähnliche Anlage mit Pultdach und einem Treppenturm, hinter der sich ein weiterer, kleinerer Innenhof erstreckt, dessen gepflasterter Zugang an den Wirtschaftsgebäuden entlang verläuft.
Um die gesamte West- und Nordseite zieht sich eine wuchtige Bruchsteinmauer von etwa 4 m Höhe, die im Norden, entlang der Kurpfalzstraße, mit Zinnen versehen ist. Dort erfolgt auch der Zugang zum großen Innenhof über eine heute offene Portalanlage, die von einem großen Rundbogentor mit kleiner Seitenpforte – ebenfalls mit Rundbogen – gebildet wird und deren Mauerkrone etwa 7 m hoch ist. Der kleinere Innenhof, in dessen Mitte eine große ausgemauerte, heute weitgehend verfüllte Dunggrube liegt, besaß früher zur Kurpfalzstraße hin ebenfalls eine Toröffnung, die aber bereits in der ersten Hälfte des 20. Jahrhunderts zugemauert wurde.

## Geschichte

### Entstehung des Namens

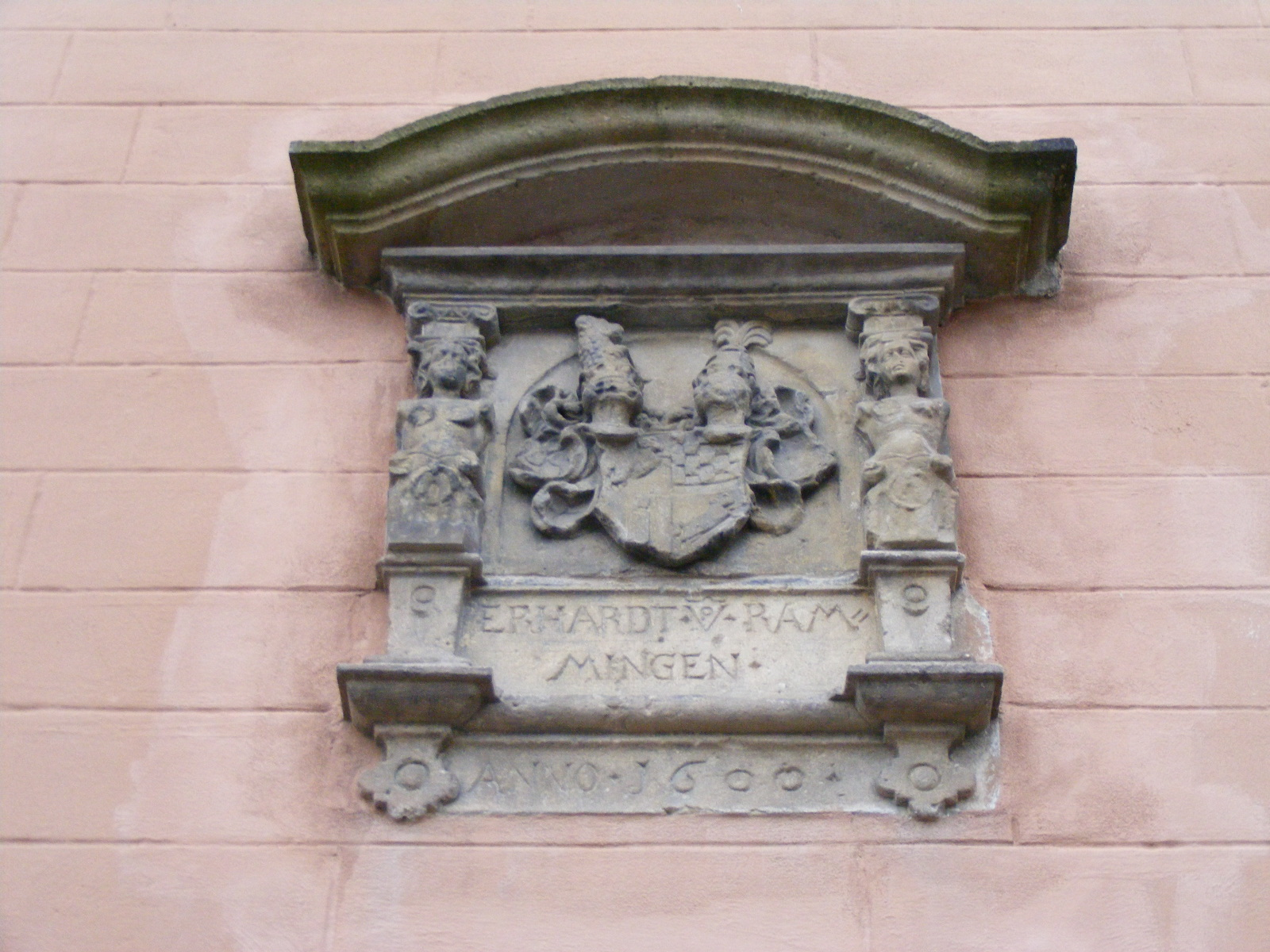
Wappen des Erhardt von Rammingen

Die Entstehung des Namens ist ungeklärt. Freiliegende Steine wie auch verputzte Flächen vor allem des Haupthauses sind zwar relativ hell, waren jedoch zu keiner Zeit weiß und erscheinen auch heute nicht so. Ebenso spekulativ wäre es, auf einen möglichen früheren Eigentümer namens Weiß oder eine vormalige Verwendung als Waisenhaus schließen zu wollen.

### Baugeschichte
Ältester Teil ist die ehemalige Burg, zu der auch die Hofmauer samt Toranlage gehört und die auf das im Mittelalter aufgetretene Rittergeschlecht von Rammingen zurückgeht. 1598 war der schlossartige Burgbau durch Erhardt von Rammingen vollendet worden. Von ihm als Erbauer kündet ein schlecht erhaltenes redendes Wappen aus dem Jahr 1600 an der Nordmauer, dessen Wappenschild rechts oben den Ramm zeigt; mit der Abbildung des Tieres wird auf das ebenfalls Widder genannte Belagerungsgerät angespielt, von dem das Geschlecht seinen Namen herleitete. Eine barocke Scheune weist Renaissance-Bauteile auf, die 1608 bezeichnet sind. Da Erhardt ohne männlichen Erben blieb, ging das Eigentum an den aus Braunschweig stammenden Schwiegersohn Carl von Pawel über, der um 1590 Erhardts Tochter Anna von Rammingen geheiratet hatte. Pawel war Kurpfälzischer Rat und Haushofmeister des Kurfürsten von der Pfalz.
Zweimal, 1689 im Pfälzischen Erbfolgekrieg und 1793 nach der Französischen Revolution, wurde die Burg durch französische Truppen niedergebrannt; anschließend wurde sie jeweils wieder aufgebaut. Die Wirtschaftsgebäude stammen teilweise aus dem frühen 18. Jahrhundert. Im 19. Jahrhundert wurden die Zinnen auf die Mauer aufgesetzt. Das Haupthaus, 1890 von Ludwig Wolf als Bauherr errichtet, weist mit seinen großformatigen Rundbogenfenstern und den Zinnen auf den Giebelwänden auf seine Entstehung in der Gründerzeit hin.

### Neuere Zeit
Von Franz Pfaff, der während des Ersten Weltkriegs Eigentümer war, übernahmen 1919 die Eheleute Adolf und Emilie Fischer das Anwesen. Sie erhöhten den Treppenturm der Burg um ein Stockwerk, dessen durch eine Brüstung gesichertes Flachdach begehbar war, und brachten an der Ostseite eine Turmuhr an. Familie Fischer bewirtschaftete die Anlage bis nach dem Zweiten Weltkrieg als Weingut. Dann wurde das Areal im Süden mit den vormaligen Weinbergen Stück für Stück verkauft und mit Einzelhäusern bebaut. 1955 veräußerte die mittlerweile verwitwete Emilie Fischer von dem verbliebenen Gebäudeensemble den älteren Westteil an die Brüder Hans (1913–2006) und Hermann Keil (1918–1998), die, direkt nebenan geboren und aufgewachsen, darin mehr als 30 Jahre lang ein Handelsgeschäft für Flaschen und Kellereibedarf betrieben. Dieser Teil des Anwesens steht heute noch im Eigentum der Erben der Brüder Keil. Den Ostteil der Gebäude verkauften die Nachkommen von Emilie Fischer in den 1970er Jahren an Hermann Müller aus Gimmeldingen, der das Haupthaus zu Wohnzwecken vermietete. Außer Renovierungsarbeiten erfolgten seit den 1920er Jahren keine Baumaßnahmen mehr.